# Џевдет-бег
Џевдет Белбез (тур. Cevdet Belbez), познат и као Џевдет-бег(тур. Cevdet Bey) био је османски турски политичар и државник и валија Ванског вилајета у време Првог светског рата и Геноцида над Јерменима. Био је један од лидера младотурског Комитета за јединство и прогрес (тур. İttihat ve Terakki Cemiyeti). Сматра се директно одговорним за смрт око 55.000 Јермена који су побијени у пролеће 1915. у граду Вану и на подручју Ванског вилајета.
Био је шурак Енвер-паше и син Тахир-паше који је службовао као валија Вана, Битлиса и Мосула. Албанског је порекла.